# 진화순
진화순(중국어: 陳華順, 1836년 ~ 1909년)은 중국의 무술가이다. 광동(廣東) 불산(佛山) 사람으로, 영춘권(詠春拳)의 일대종사이자 엽문(葉問)의 스승이었다.

## 진화순의 생애
진화순의 직업은 환전원으로 별명이 '조전화(找錢華)'였다. 매일 수십 근의 돈 자루를 나르고 다녔기에 그의 근력은 황소도 그에게 밀릴 정도였다고 전해지며 일찍부터 무술에 대한 재능이 남달랐다고 한다. 그는 불산에서 영춘권왕으로 명성을 날리고 있던 양찬(梁贊)에게서 영춘권을 배우고 싶었으나 그가 제자를 받지 않는다는 말을 듣고 양찬의 집 담벼락에서 몰래 수련 장면을 훔쳐보았다. 결국 진화순은 양찬에게 걸렸으나 무술적 재능과 열정이 뛰어난 것을 알아챈 양찬이 비로소 제자로 받아들이자 놀라운 속도로 영춘권을 습득하게 됨으로 양찬이 이를 우려하여 그에게 영춘권의 일부 이론만을 전수하게 된다.
그는 양찬의 큰 아들인 양벽과의 대결에서 양벽을 누르고 양벽에게 불산을 떠날 것을 강요했다. 양벽이 홍콩으로 떠난 이후로 진화순은 불산에서 양찬의 영춘권을 전수하는 유일한 제자가 된다. 양찬 사후 불산에서 영춘권 도장을 운영하며 그의 아들인 진여면(陳汝錦)을 비롯하여 오소로(吳小魯), 오중소(吳仲素) 등 모두 16명의 제자를 두었으며 그 중 마지막 제자가 바로 세계적인 쿵푸 스타 이소룡의 스승이자 영춘권의 일대종사였던 엽문(葉問)이었다.